# ایروتا
ایروتا (به مجاری: Irota) یک شهرداری در مجارستان است که در ناحیه ادلنی واقع شده‌است. ایروتا ۱۲٫۳۴ کیلومتر مربع مساحت و ۱۰۸ نفر جمعیت دارد.